# Heliocypha bisignata
Heliocypha bisignata (Hagen in Selys, 1853) è una libellula zigottera della famiglia Chlorocyphidae, endemica dell'India.

## Biologia
Si riproduce nei torrenti di collina.
I maschi di solito si posano sulle rocce e tronchi galleggianti ed erba nel ruscello della foresta. Le femmine depongono le uova nei tronchi sommersi.